# Газопереробний завод Усар
Газопереробний завод Усар – колишній інфраструктурний об’єкт нафтогазової промисловості у індійському штаті Махараштра.
Ще з кінця 1970-х в районі Мумбаї працював потужний газопереробний завод Уран, який здійснював вилучення всіх видів гомологів метану. Втім, наприкінці 1990-х видобуток на офшорних родовищах досягнув свого максимуму (зокрема, на 1998-й прийшовся історичний пік найбільшого нафтового родовища країни Мумбай-Хай), так що виникла можливість виділити ресурс для нового газопереробного підприємства компанії GAIL, що мало вилучати лише зріджений нафтовий газ (пропан-бутанова фракція), який є популярним видом побутового палива в Індії. Завод розмістили в районі Усар (південніше від Мумбаї), при цьому ресурс для його роботи отримували по спорудженому раніше газопроводу Уран – Тал та новій перемичці Тал – Усар завдовжки 20 км з діаметром 650 мм. Після вилучення ЗНГ товарний газ повертався назад у систему по лінії Усар – Тал завдовжки все ті ж 20 км, але меншого діаметру – 500 мм.
За проектом підприємство мало вилучати 139 тисяч тон ЗНГ на рік, втім, фактичний показник залежав від наявності ресурсу. Падіння видобутку на родовищах басейну Мумбаї негативно вплинуло на вузькоспеціалізований завод Усар і в якийсь момент його довелось зупинити.
У другій половині 2010-х GAIL анонсувала план перетворення майданчику в Усар на нафтохімічний, де бажають звести установку дегідрогенізації пропану і похідні виробництва.